# Foc Sagrat
En el llegendàrium de J. R. R. Tolkien, el Foc Sagrat és una referència a un poder misteriós i diví.
Pel que se'n sap dins la mitologia fictícia creada per l'escriptor britànic, consisteix en un espacte d'Il·lúvatar, mitjançant el qual ell té el poder de crear coses noves. Estava amb Il·lúvatar des del començament, per això Mélkor, que l'anhelava per poder crear coses noves, la cercava en el no-res en debades. En crear Eä, Il·lúvatar col·locà el Foc Sagrat al centre d'Eä, tot i que no necessàriament es refereix al centre físic, sinó més probablement a la idea que el poder d'Eru animava tota la seva creació, com una ànima anima el cos:
| «                  | Aleshores Il·lúvatar donà Ésser a la seva visió, i la col·locà dins el Buit, i el Foc Sagrat fou enviat per cremar al cor del Món; i així rebé el nom d'Eä. | » |
| — El Silmaríl·lion | |   |

A més a més, el Foc Sagrat es descriu com a part de tota ànima: és l'empremta d'Il·lúvatar en els seus fills, el don que fa que els éssers intel·ligents siguin capaços de pensar i d'actuar lliurement.
Per tots aquests simbolismes, i vist el caràcter profundament catòlic de Tolkien, molts experts han sostingut que el Foc Sagrat és l'Esperit Sant de Déu, que actua al món i sobretot en l'ànima dels seus fills.
Gàndalf s'hi refereix també en enfrontar-se al bàlrog al pont de Khazad-dûm.
| « | -No pots passar -digué. Els orcs romangueren immòbils, i un silenci de mort caigué pertot-. Sóc un servidor del Foc Sagrat, que és amo de la flama d'Anor. No pots passar. El foc fosc no et servirà de res, flama d'Udûn. Torna a les Ombres! No pots passar. | » |

'Anor' és el mot que, en sindarin, significa Sol, així com un nom per a l'oest (Vàlinor). Amb aquestes paraules, Gàndalf remarca que el Foc Sagrat d'Il·lúvatar té un poder immens, atès que és amo de la mateixa flama del Sol. Tanmateix, alguns experts en Tolkien especulen que "la flama d'Anor" és referència que Gàndalf portava un dels Anells del Poder: Narya, l'Anell del Foc. D'altres especulen que es tracta de l'espasa, Glàmdring.